# Кавалеры ордена Святого Георгия IV класса О
Кавалеры ордена Святого Георгия IV класса на букву «О» 
Список составлен по алфавиту персоналий. Приводятся фамилия, имя, отчество; звание на момент награждения; номер по списку Григоровича — Степанова (в скобках номер по списку Судравского); дата награждения. Лица, чьи имена точно идентифицировать не удалось, не викифицируются. Курсивом выделены кавалеры, получившие орден за службу в частях Восточного фронта Русской армии и Северной армии во время Гражданской войны.

## Об
- Обезьянинов, Андрей Петрович; лейтенант; № 9545; 6 декабря 1854
- Обернибесов, Евгений Максимович; капитан-лейтенант; № 2248; 26 ноября 1810 — за 18 морских кампаний
- Обернибесов, Конон Антонович; капитан 1-го ранга; № 1595; 26 ноября 1804
- Обернибесов, Николай Васильевич; лейтенант; № 3620; 16 декабря 1821
- Обернитц, Гуго фон; генерал от инфантерии прусской службы; 6 февраля 1871
- Оберт, Александр Иоганесович; прапорщик; 11 октября 1917 (посмертно)
- Оберучев, Михаил Иванович; подполковник; № 9951; 26 ноября 1856
- Оберучев, Николай Михайлович; полковник; 8 июля 1915 (посмертно)
- Облеухов, Лев Семёнович; полковник; № 3911; 26 ноября 1826
- Облеухов, Никанор Никанорович; подполковник; № 8472; 26 ноября 1850
- Обнинский, Наркиз Антонович; полковник; № 6459; 5 декабря 1841
- Ободовский, Александр Иосифович; поручик; 29 сентября 1915
- Ободовский, Николай Григорьевич; подполковник; № 7996; 26 ноября 1848
- Обозненков, Андрей Иванович; поручик; № 1782 (767); 26 апреля 1807
- Оболенский, Александр Петрович; полковник; № 2667; 15 сентября 1813
- Оболенский, Борис Иванович; поручик; 29 мая 1915
- Оболенский, Николай Николаевич; генерал-майор; № 30 марта 1879
- Обольянинов, Козьма Екимович; капитан 1-го ранга; № 734 (381); 27 мая 1790
- Обольянинов, Михаил; капитан 1-го ранга; № 801 (414); 9 февраля 1791
- Обольянинов, Михаил Хрисанфович; подполковник; № 1105; 26 ноября 1794
- Обольянинов, Николай Петрович; подполковник; № 3934; 26 ноября 1826
- Обрадович, Евфим Николаевич; полковник; № 4064; 26 ноября 1827
- Образцов, Василий Иванович; поручик; 21 марта 1915
- Образцов, Всеволод Иванович; полковник; 8 июля 1918
- Образцов, Вячеслав Андреевич; штабс-капитан; 19 мая 1915
- Образцов, Михаил Фёдорович; поручик; 24 ноября 1917
- Образцов, Павел Максимович; капитан-лейтенант; № 3756; 26 ноября 1823
- Обресков, Александр Васильевич; генерал от кавалерии; № 1289; 26 ноября 1802 — за выслугу лет
- Обресков, Михаил Алексеевич; генерал-майор; № 1296; 26 ноября 1802 — за выслугу лет
- Обручев, Александр Александрович; штабс-капитан; 20 ноября 1915
- Обручев, Александр Афанасьевич; полковник; № 4630; 25 декабря 1831
- Обручев, Афанасий Фёдорович; майор; № 1661; 5 февраля 1806
- Обручев, Владимир Афанасьевич; генерал-майор; № 4295; 19 декабря 1829
- Обручев, Николай Афанасьевич; генерал-майор; 9 сентября 1915
- Обручев, Сергей Николаевич; штабс-капитан; 2 апреля 1917 (посмертно)
- Обух, Василий Васильевич; штабс-капитан; № 10200; 9 декабря 1860
- Обухов, Александр Васильевич; капитан; № 7690; 1 января 1847
- Обухов, Виктор Степанович; подпоручик; 31 декабря 1916
- Обухов, Владимир Иванович; майор; № 7302; 17 декабря 1844
- Обухов, Михаил Евлампиевич; полковник; 4 марта 1917
- Обухов, Осип Иванович; полковник; № 7172; 17 декабря 1844
- Обухов, Эраст Евгеньевич; подполковник; № 9719; 26 ноября 1855
- Обухович, Георгий Станиславович; прапорщик; 1 сентября 1915 (посмертно)

## Ов
- Овандер, Василий Яковлевич; генерал-майор; № 5353; 6 декабря 1836 — за выслугу лет
- Овечкин, Павел Ермолаевич; подполковник; № 4266; 21 апреля 1829
- Оводов, Валериан Николаевич; штабс-капитан; 22 апреля 1882
- Овсяников, Александр Степанович; капитан 1-го ранга; 26 ноября 1802[1]
- Овсянников, Николай Николаевич; капитан; 1 июня 1915 (посмертно)
- Овцын, Егор Степанович; капитан-лейтенант; № 3763; 26 ноября 1823
- Овчинников, Арсений Васильевич; подъесаул; 16 сентября 1916
- Овчинников, Тимофей Степанович; капитан; № 9503; 26 ноября 1854, за «выслугу 25 лет в офицерских чинах»[2]

## Ог
- Огарёв, Михаил Васильевич; подполковник; № 9140; 26 ноября 1853 — за выслугу лет
- Огарёв, Николай Александрович; генерал-майор; № 8345; 26 ноября 1850 — за выслугу лет
- Огиевский, Иван Осипович; подполковник; № 6769; 3 декабря 1842
- Огиевский, Павел Андреевич[3]; майор; № 5468; 6 декабря 1836
- Огиевский, Павел Осипович; подполковник; № 6487; 5 декабря 1841
- Огильвий, Александр Александрович; капитан-лейтенант; № 761 (408); 26 ноября 1790
- Оглоблин, Прокопий Петрович; есаул; 6 июля 1915
- Огородников, Владимир Александрович; штабс-капитан; 14 марта 1918
- Огородзинский, Ян Адамович; поручик; 20 января 1917
- Огранович, Иван Петрович; капитан-лейтенант; № 7925; 26 ноября 1847
- Огранович, Николай Степанович; полковник; № 8178; 26 ноября 1849 — за выслугу лет
- Огранович, Нил Иванович; капитан-лейтенант; № 5664; 29 ноября 1837

## Од
- Оде-де-Сион, Карл Осипович; полковник; № 3896; 26 ноября 1826 — за выслугу лет
- Одинцов, Александр Васильевич; подпоручик; 4 марта 1917
- Одинцов, Алексей Алексеевич; полковник; № 7953; 26 ноября 1848 — за выслугу лет
- Одинцов, Евстафий Степанович; капитан 2-го ранга; № 304; 26 ноября 1778 — за 18 морских кампаний
- Одинцов, Пётр Иванович; подпоручик; 6 сентября 1917
- Одишелидзе, Александр Ильич; поручик; 26 сентября 1916
- Одишелидзе, Илья Зурабович; генерал-майор; 19 сентября 1907
- Одорский, Игнатий Августович; майор; № 9985; 26 ноября 1856
- Одынец, Викентий Иванович; подполковник; 7 октября 1914
- Одынец, Николай Павлович; капитан; 9 сентября 1915 (посмертно)

## Ож — Оз — Ой
- Ожаровский, Адам Петрович; полковник; № 1699 (685); 24 февраля 1806
- Ожедеранкур, Александр Францевич; подполковник; № 9424; 26 ноября 1854
- Ожигов, Семён Андреевич; подполковник; № 6030; 3 декабря 1839
- Озеров, Алексей Андреевич; капитан 2-го ранга; № 5818; 1 декабря 1838
- Озеров, Сергей Петрович; генерал-майор; № 9335; 26 ноября 1854 — за выслугу лет
- Озерский, Андрей Матвеевич; подполковник; № 5608; 29 ноября 1837
- Озерский, Василий Герасимович; полковник; № 5717; 1 декабря 1838
- Озерский, Дмитрий Алексеевич; штабс-капитан; 7 февраля 1917
- Озерский, Иван; действительный статский советник; № 4558; 16 декабря 1831
- Озерский, Иван Матвеевич; капитан; № 7099; 4 декабря 1843
- Озерский, Михаил Иванович; капитан; 9 сентября 1915
- Ознобишин, Илья Иванович; капитан 2-го ранга; № 933 (507); 31 августа 1792
- Ознобишин, Юрий Матвеевич; генерал-майор; № 7727; 26 ноября 1847
- Озол, Вольдемар-Оскар Анжевич (Владимир Антонович); капитан; 28 августа 1917
- Озолин, Ян-Вольдемар Петрович; капитан; 31 июля 1917
- Озолин, Ян Яковлевич; прапорщик; 4 февраля 1917 (посмертно)
- Озоровский, Фердинанд; капитан; № 1491; 15 декабря 1802
- Ойржинский, Готфрид Иванович; подполковник; № 6512; 5 декабря 1841

## Ок
- Окаевич, Феоктист Иванович; прапорщик; 14 ноября 1915 (посмертно)
- Окаемов, Александр Александрович; поручик; 27 июля 1916
- Окленд, Уильям Генри; 2-й лейтенант британской службы; 25 сентября 1915
- Оклобжио, Иван Дмитриевич; подполковник; № 9036; 30 декабря 1852
- Окнинский, Григорий Леопольдович; полковник; 1 сентября 1917
- Оконишников, Пётр Васильевич; капитан-лейтенант; № 8056; 26 ноября 1848
- Окороков, Василий Павлович; капитан; 26 апреля 1915
- Ократо, Дмитрий Александрович; полковник; № 1654; 5 февраля 1806
- Окулич, Станислав Антонович; штабс-капитан; 19 апреля 1878
- Окулич-Казарин, Семён Герасимович; майор; № 9206; 26 ноября 1853
- Окулич-Казарин, Ярослав Викентьевич; поручик; 25 марта 1916
- Окулов-Кулак, Викентий Осипович; подполковник; № 8235; 26 ноября 1849
- Окунев, Гавриил Семёнович; генерал-майор; № 4431; 18 декабря 1830
- Окунев, Михаил Петрович; полковник; № 3895; 26 ноября 1826
- Окунев, Павел Фёдорович; подпоручик; 26 августа 1916

## Ол
- Олевинский, Витольд Павлович; подполковник; 11 марта 1915
- Олег Константинович, великий князь; корнет; 28 сентября 1914
- Олейник, Андрей Иванович; поручик; 3 января 1915
- Олейников, Андрей Логгинович; прапорщик; 26 августа 1916
- Олендзский, Семён; капитан; № 9855; 26 ноября 1855
- Оленин, Евгений Иванович; полковник; № 1696 (682); 24 февраля 1806
- Оленин, Платон Михайлович; капитан; № 1075 (560); 9 ноября 1794
- Оленич-Гнененко, Кирилл Акимович; генерал-майор; № 8160; 26 ноября 1849 — за выслугу лет
- Олехнович-Черкас, Казимир Гиляриевич; прапорщик; 25 мая 1916
- Олешкевич, Владимир Николаевич; штабс-капитан; 26 января 1917
- Олифер, Семён Андреевич; майор; № 2914; 10 апреля 1814
- Олохов, Владимир Аполлонович; генерал-лейтенант; 4 ноября 1914
- Олохов, Фёдор Алексеевич; генерал-майор; № 9644; 26 ноября 1855
- Олсуфьев, Матвей; капитан; № 73 (74); 1 ноября 1770
- Олсуфьев, Николай Дмитриевич; полковник; № 1941 (848); 20 мая 1808
- Олтаржевский, Евгений Николаевич; полковник; 27 января 1917 (посмертно)
- Олферьев, Павел Васильевич; майор; № 2986; 8 января 1815
- Ольдекоп, Карл Фёдорович; полковник; № 2407 (1040); 18 апреля 1812
- Ольденбург, Фёдор Данилович фон; лейтенант; № 3299; 26 ноября 1816
- Ольденбург, Фёдор Фёдорович; полковник; № 4161; 21 августа 1828
- Ольденбургский, Александр Петрович; генерал-майор; 1 января 1878
- Ольдерогге, Иван Васильевич; полковник; № 4691; 21 декабря 1832
- Ольтян, Михаил; подпоручик; 15 ноября 1917
- Ольхин, Валентин Владимирович; поручик; 30 июня 1917 (посмертно)
- Ольховик, Константин Игнатьевич; капитан; 31 октября 1917
- Ольшановский, Роман Славомирович; подполковник; 19 мая 1915
- Ольшанский, Александр Викторович; поручик; 31 октября 1917
- Ольшевский, Александр Матвеевич; подполковник; № 7226; 17 декабря 1844
- Ольшевский, Антон Данилович; подполковник; № 2577; 9 мая 1813
- Ольшевский, Генрих Павлович; штабс-капитан; 7 июля 1907
- Ольшевский, Даниил; полковник; № 5390; 6 декабря 1836
- Ольшевский, Иван Антонович; лейтенант; 4156; 18 августа 1828
- Ольшевский, Марцелин Матвеевич; генерал-майор; № 6696; 3 декабря 1842
- Ольшевский, Матвей Антонович; подполковник; № 5224; 1 декабря 1835
- Ольшевский, Мелентий Яковлевич; подполковник; № 9120; 26 ноября 1853 — за выслугу лет
- Ольшевский, Осип Данилович; ротмистр; № 2197 (984); 6 ноября 1810
- Ольшевский, Пётр Матвеевич; подполковник; № 9956; 26 ноября 1856
- Оляницкий-Почобут, Антон Степанович; капитан; 26 августа 1916

## Ом — Он
- Омельченко, Илья Фёдорович; штабс-капитан; № 6894; 3 декабря 1842
- Омельянович-Павленко, Михаил Владимирович; полковник; 18 июля 1916
- Омелюх, Иван Андреевич; подпоручик; 1 апреля 1917 (посмертно)
- Оников, Соломон Николаевич; капитан; № 6125; 3 декабря 1839
- Онисов, Николай Никитич; капитан; 26 августа 1916
- Оноприенко, Александр Васильевич; полковник; 27 февраля 1878
- Оношко, Болеслав Люцианович; капитан; 31 июля 1914
- Оношко, Вячеслав Иванович; подполковник; 20 августа 1916 (посмертно)
- Оношкович-Яцына, Евгений Николаевич; корнет; 25 мая 1916
- Онушкевич, Александр Григорьевич; поручик; 15 января 1917
- Ончоков, Александр Николаевич; полковник; 13 января 1915

## Оп
- Опанащук, Мирон Тимофеевич; подпоручик; 27 января 1917 (посмертно)
- Опацкий, Леонид Петрович; капитан 2-го ранга; 7 июля 1907
- Опольский, Викентий Иванович; майор; № 9443; 26 ноября 1854
- Опочинин, Алексей Петрович; полковник; № 8189; 26 ноября 1849 — за выслугу лет
- Опочинин, Владимир Степанович; полковник; № 8863; 1 февраля 1852
- Опочинин, Николай Петрович; капитан 2-го ранга; № 8903; 1 февраля 1852 — за выслугу лет
- Опочинин, Фёдор Петрович; ротмистр; № 1644 (674); 30 января 1806
- Опперман, Александр Карлович; полковник; № 5928; 3 декабря 1839
- Опперман, Карл Иванович; инженер-поручик; № 659 (344); 22 августа 1789
- Опперман, Леонтий Карлович; полковник; № 9350; 26 ноября 1854
- Опперман, Фридрих Фридрихович; подполковник; № 5586; 29 ноября 1837
- Оппоков, Михаил Владимирович; капитан; 17 октября 1915 (посмертно)
- Оприц, Илья Иванович; подполковник; № 8471; 26 ноября 1850
- Оприц, Лев Иванович; подполковник; № 9720; 26 ноября 1855

## Ор
- Орановский, Владимир Алоизиевич; генерал-майор; 27 января 1907
- Оранский, Иван Степанович; подполковник; № 2830; 20 февраля 1814
- Орбелиани; майор; № 2739; 4 ноября 1813
- Орбелиани, Дмитрий Фомич; генерал-лейтенант; № 10249; 26 ноября 1867
- Орбелиани, Дмитрий Захарович; генерал-майор; № 1624 (654); 30 ноября 1804
- Орбелиани, Захар Дмитриевич; подполковник; № 6678; 30 мая 1842
- Орбелиани, Илья Дмитриевич; капитан; № 7374; 7 июля 1845
- Орбелиани, Иосиф Константинович; майор; № 9290; 6 февраля 1854
- Орбелиани, Лаурсаб; майор; № 1499 (638); 14 апреля 1803
- Орбелиани, Макар Фомич; подполковник; 1848 (в кавалерских списках не значится, но орден показан в послужном списке)
- Органов, Михаил; поручик; 2 апреля 1917 (посмертно)
- Орда, Адам Петрович; поручик; № 9921; 4 июня 1856
- Орда, Василий; секунд-майор; № 957; 26 ноября 1792
- Ордин, Андрей Егорович; подполковник; № 5987; 3 декабря 1839
- Ордин, Егор Григорьевич; ротмистр; № 1282; 26 ноября 1795
- Ордин, Фёдор Егорович; полковник; № 6979; 4 декабря 1843
- Орёл, Антон Лукьянович; подполковник; № 6770; 3 декабря 1842
- Орёл, Иван Яковлевич; поручик; 29 мая 1915
- Орёл, Пётр Павлович; майор; № 8512; 26 ноября 1850
- Орёл, Фёдор Леонтьевич; есаул; 5 мая 1917 (посмертно)
- Ореус, Михаил Фёдорович; подполковник; 5 октября 1877
- Ореус, Фёдор Максимович; подполковник; № 4091; 26 ноября 1827 — за выслугу лет
- Орехов, Евгений Вячеславович; подпоручик; 31 января 1915
- Орешников, Иван Петрович; прапорщик; 29 августа 1916
- Оржанский, Фёдор Михайлович; подполковник; № 2601; 11 июля 1813
- Орлай, Александр Иванович; полковник; № 8195; 26 ноября 1849
- Орлай, Михаил Иванович; полковник; № 8652; 26 ноября 1851
- Орлов, Александр Александрович (поручик); поручик; 11 августа 1877
- Орлов, Александр Александрович (генерал); полковник; 6 августа 1915
- Орлов, Александр Васильевич; штабс-ротмистр; № 2902; 18 марта 1814
- Орлов, Александр Петрович; подполковник; 17 октября 1915 (посмертно)
- Орлов, Алексей Николаевич; капитан; № 8803; 26 ноября 1851
- Орлов, Алексей Павлович; капитан; 9 сентября 1915
- Орлов, Алексей Петрович; подполковник; № 818 (431); 25 марта 1791[4]
- Орлов, Алексей Фёдорович; полковник; № 2976; 17 сентября 1814
- Орлов, Алексей Фёдорович; штабс-ротмистр; № 2581; 9 мая 1813
- Орлов, Алексей Яковлевич; подполковник; № 1367; 26 ноября 1802
- Орлов, Василий Петрович; полковник; № 466 (240); 18 октября 1787
- Орлов, Георгий Иванович; подпоручик; 6 января 1917 (посмертно)
- Орлов, Дмитрий Васильевич; подполковник; № 6771; 3 декабря 1842
- Орлов, Дмитрий Макарович; майор; № 9186; 26 ноября 1853
- Орлов, Иван Александрович; подпоручик; 25 марта 1916
- Орлов, Иван Алексеевич; генерал-майор; № 6184; 11 декабря 1840 — за выслугу лет
- Орлов, Михаил Васильевич; капитан; 13 марта 1915
- Орлов, Михаил Фёдорович; поручик; № 2452 (1085); 16 ноября 1812
- Орлов, Николай Алексеевич; полковник; № 9311; 29 мая 1854
- Орлов, Николай Васильевич; полковник; 5 мая 1917
- Орлов, Пётр; штабс-капитан; 5 октября 1915
- Орлов-Денисов, Василий Васильевич; полковник; № 1944 (851); 20 мая 1808
- Орлов-Денисов, Фёдор Васильевич; генерал-майор; № 7535; 1 января 1847 — за выслугу лет
- Орловский, Агафангел Иванович; поручик; 8 марта 1919
- Орловский, Витольд Антонович; прапорщик; 31 октября 1917
- Орловский, Иван Михайлович; майор; № 8759; 26 ноября 1851
- Орловский, Иосиф Иванович; подпоручик; 4 апреля 1917
- Орловский, Матвей Никифорович; подполковник; № 3965; 26 ноября 1826
- Орловский, Николай Валентинович; подполковник; 19 мая 1915
- Орловский, Николай Осипович; штабс-капитан; № 9294; 6 февраля 1854
- Орловский, Осип Степанович; полковник; № 6449; 5 декабря 1841
- Орловский, Пётр Герасимович; капитан-лейтенант; № 1432; 26 ноября 1802
- Ортенберг, Иван Фёдорович; полковник; № 6948; 4 декабря 1843 — за выслугу лет
- Орурк, Владимир Егорович; полковник; № 5125; 1 декабря 1835
- Орурк, Иосиф Корнилович; полковник; № 1636 (666); 12 января 1806
- Орурк, Корнелиус; бригадир; № 448; 26 ноября 1786

## Ос
- Осадчий, Василий Нестерович; капитан; № 8116; 26 ноября 1848
- Осаулка-Осипов, Евгений Владимирович; прапорщик; 5 ноября 1915 (посмертно)
- Осетров, Михаил Романович; штабс-капитан; 1 сентября 1915
- Осетров, Николай Дмитриевич; прапорщик; 26 апреля 1915
- Осетров, Николай Петрович; поручик; 18 ноября 1916
- Осецинский (Осецимский), Викентий (Виктор) Станиславович; полковник; № 7571; 1 января 1847
- Осиковский, Николай Николаевич; капитан; 3 февраля 1915
- Осинский, Александр Антонович; полковник; 19 мая 1915
- Осинский, Андрей Павлович; полковник; № 7951; 26 ноября 1848
- Осипов, Александр Эммануилович; майор; № 8287; 26 ноября 1849
- Осипов, Василий Иванович; майор; № 7491; 12 января 1846
- Осипов, Василий Егорович; подполковник; 10 августа 1917
- Осипов, Владимир Николаевич; поручик; 25 ноября 1916
- Осипов, Георгий Осипович; прапорщик; 25 сентября 1917
- Осипов, Давид Григорьевич; полковник; 10 июня 1916
- Осипов, Иван Иванович; штабс-капитан; 29 октября 1917
- Осипов, Иван Илларионович; прапорщик; 12 августа 1917
- Осипов, Иоганнес Сергеевич; подполковник; 26 августа 1916
- Осипов, Леонид Васильевич; подпоручик; 12 января 1917
- Осипов, Михаил Эммануилович; подполковник; № 9391; 26 ноября 1854
- Осипов, Семён Андреевич; подполковник; № 9281; 4 января 1854
- Осипов, Сергей Леонтьевич; подполковник; № 5020; 3 декабря 1834
- Осипов, Степан Леонтьевич; майор; № 1730 (716); 29 января 1807
- Осипов, Степан Максимович; подполковник; № 3658; 13 февраля 1823
- Осипов, Фёдор Иванович; полковник; 6 августа 1915
- Осипов, Фёдор Константинович; подполковник; 24 апреля 1915 (посмертно)
- Оситов, Иоатам Георгиевич; поручик; 18 ноября 1917 (посмертно)
- Осман, Отто Карлович; майор; № 6847; 3 декабря 1842
- Осмоловский, Карл Осипович; подполковник; № 3974; 26 ноября 1826
- Осмоловский, Людвиг Филиппович; подполковник; № 4842; 25 декабря 1833
- Осмоловский, Леонид Дмитриевич; поручик; 17 октября 1915
- Осоргин, Николай Савич; генерал-майор; № 7152; 17 декабря 1844
- Ососов, Василий Васильевич; поручик; 1 сентября 1915
- Оссовский, Александр Несторович; штабс-капитан; 9 сентября 1915
- Оссовский, Пётр Степанович; генерал-майор; 24 апреля 1915
- Останкович, Михаил Дмитриевич; подпоручик; 6 июля 1915
- Остапов, Александр Иванович; майор; 27 марта 1880
- Остапкевич, Михаил Климентьевич; штабс-капитан; 4 марта 1917
- Остапович, Густав Викентьевич; полковник; 19 мая 1915
- Остапович, Леон-Казимир Викентьевич; полковник; 24 апреля 1915
- Остафьев, Степан; секунд-майор; № 791; 26 ноября 1790
- Остен, Иван Христианович фон дер; волонтер, капитан датской службы; № 634 (319); 14 апреля 1789
- Остен-Сакен, Ерофей Кузьмич; подполковник; № 729 (376); 27 мая 1790
- Остен-Сакен, Карл Иванович фон дер; полковник; № 7764; 26 ноября 1847
- Остен-Сакен, Фабиан Вильгельмович фон дер; подполковник; № 948; 26 ноября 1792
- Остергаузен, Христиан Григорьевич[5]; полковник; № 4982; 3 декабря 1834
- Остолопов, Аполлон Фёдорович; капитан-лейтенант; № 3618; 16 декабря 1821
- Остолопов, Фёдор Николаевич; полковник; № 8660; 26 ноября 1851
- Острено, Феофан Христофорович; капитан 2-го ранга; № 9944; 26 ноября 1856
- Островинский, Телесфор Петрович; подполковник; № 9742; 26 ноября 1855
- Островский, Алексей Степанович; полковник; № 3926; 26 ноября 1826
- Островский, Андрей Матвеевич; подполковник; № 7436; 12 января 1846
- Островский, Войцех Иванович; полковник; № 9664; 26 ноября 1855
- Островский, Иосиф Альбертович; генерал-майор; 3 декабря 1909
- Островский, Иосиф Лаврентьевич; прапорщик; 13 октября 1916
- Островский, Леонид Степанович; подполковник; 3 февраля 1915
- Островский, Пётр Францевич; прапорщик; 28 марта 1915
- Острогорский, Алексей Николаевич; штабс-капитан; 29 октября 1917 (посмертно)
- Остроградский, Александр Андреевич; штабс-ротмистр; № 2799; 20 января 1814
- Остроградский, Андрей Андреевич; полковник; 12 января 1917
- Остроградский, Иван Иванович; подполковник; № 7214; 17 декабря 1844
- Остроградский, Матвей Иванович; штабс-ротмистр; № 2811; 22 января 1814
- Остроградский, Николай Павлович; майор; № 2131; 26 ноября 1809
- Остроухов, Константин Гаврилович; прапорщик; 25 июня 1916 (посмертно)
- Оськин, Николай Дмитриевич; поручик; 19 ноября 1916 (посмертно)

## От
- Отмарштейн, Борис Васильевич; штабс-капитан; 6 сентября 1917
- Отрешков, Василий Аполлинарьевич; подпоручик; 25 сентября 1917
- Отрохов, Георгий Викторович; ротмистр; 22 декабря 1915
- Отрохов, Иван Павлович; ротмистр; № 9464; 26 ноября 1854
- Отрощенко, Андрей Осипович; подполковник; № 5213; 1 декабря 1835
- Отрощенко, Яков Осипович; генерал-майор; № 3875; 26 ноября 1826 — за выслугу лет
- Оттеграфен, Карл Томас; майор прусской службы; № 2950; 28 июля 1814
- Отто, Александр Иванович; подполковник; № 6557; 5 декабря 1841
- Отто, Антон; капитан; № 8574; 26 ноября 1850
- Отто, Карл Иванович; генерал-майор; № 3140; 26 ноября 1816
- Отхмезури, Акакий Гаврилович; полковник; 4 марта 1917 (посмертно)

## Оф — Ох — Оч — Ош — Ощ
- Офросимов, Александр Павлович; капитан; № 2070 (941); 7 мая 1809
- Офросимов, Константин Павлович; генерал-майор; № 4421; 18 декабря 1830
- Офросимов, Михаил Александрович; генерал-майор; № 7141; 17 декабря 1844 — за выслугу лет
- Оффенберг, Иван Петрович; генерал-майор; № 4674; 21 декабря 1832 — за выслугу лет
- Оффенберг, Фёдор Петрович; генерал-майор; № 4297; 19 декабря 1829 — за выслугу лет
- Охицинский, Грациан Михайлович; капитан; № 8553; 26 ноября 1850
- Охотин, Михаил Иванович; капитан; 27 марта 1880
- Охтерлоне, Александр Романович; полковник; № 7170; 17 декабря 1844
- Очеретько, Митрофан Михайлович; штабс-капитан; 15 апреля 1915
- Очосальский, Борис Ипполитович; подпоручик; 10 июня 1915
- Ошанин, Михаил Дмитриевич; майор; № 8966; 1 февраля 1852
- Ошаев, Идрис Абдул Азизович; поручик; 18 сентября 1915
- Ощепков, Александр Сергеевич; подпоручик; 28 июля 1917 (посмертно)